# 武汉阳逻长江大桥
武汉阳逻长江大桥是位于中国武汉市的一座横跨长江的公路桥梁。阳逻大桥位于武汉市东北郊，北岸是新洲区武汉阳逻经济开发区，南岸是洪山区八吉府街道向家尾村。阳逻长江大桥既是武汉绕城高速的重要部分，又是京珠、沪蓉国道主干线的跨江咽喉，同时还是杭州至兰州重点干线公路及湖北省“四纵两横一环”公路的主骨架。大桥全长10公里，其中主桥长2330米，为双向6车道全封闭高速公路特大桥，桥面净宽33米，设计行车速度为120公里每小时。

## 基本概况
阳逻大桥于2003年11月6日开工建设，2005年4月索塔顺利封顶，开始上部结构安装施工，10月完成猫道并开始架设主缆索股，2006年4月开始吊装钢箱梁，2007年12月16日竣工，2007年12月26日正式通车，总投资19.64亿元。

## 结构
阳逻大桥为单孔双铰钢箱梁悬索桥，主跨1280米。大桥两根主缆每根自重达1.56万吨，直径达到0.85米，可承受约6万余吨的拉力。这些主缆由324根直径6.9厘米、重达48吨的索股组成，而每根索股又由127根长约2100米的钢丝组成。大桥索塔采用门式空间框架结构，国内首次在大桥中采用箱形钢结构剪刀支撑，南北主塔分别高171米、164米，内部安装观光电梯，高约130米。该桥建设里程全长10公里，其中桥长2330米，两旁引道长7670米，路基宽35米，其中桥面净宽33米。武汉阳逻长江大桥在其建成时（2007年）是国内跨度第四大悬索桥，仅次于江苏润扬长江大桥、香港青马大桥、江阴长江大桥，同时也是世界第八大悬索桥和武汉首座一跨过江悬索桥。

## 相册

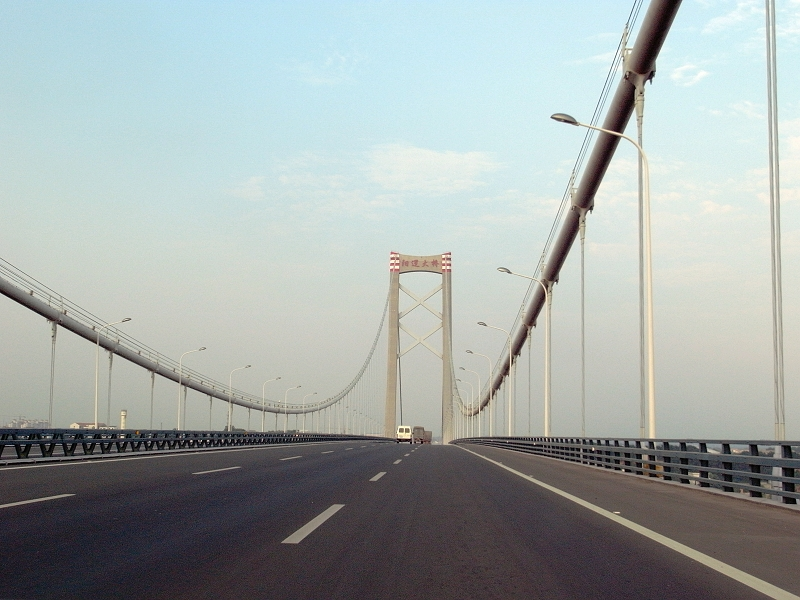
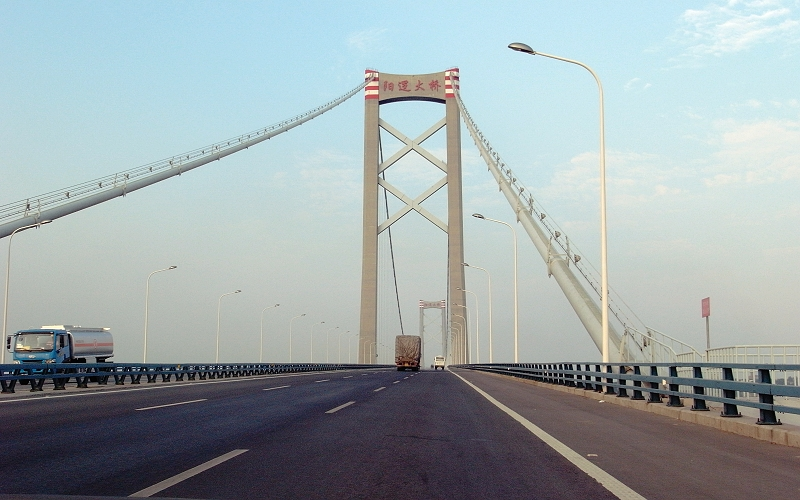
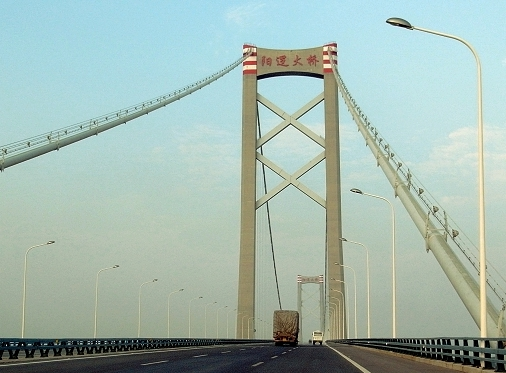
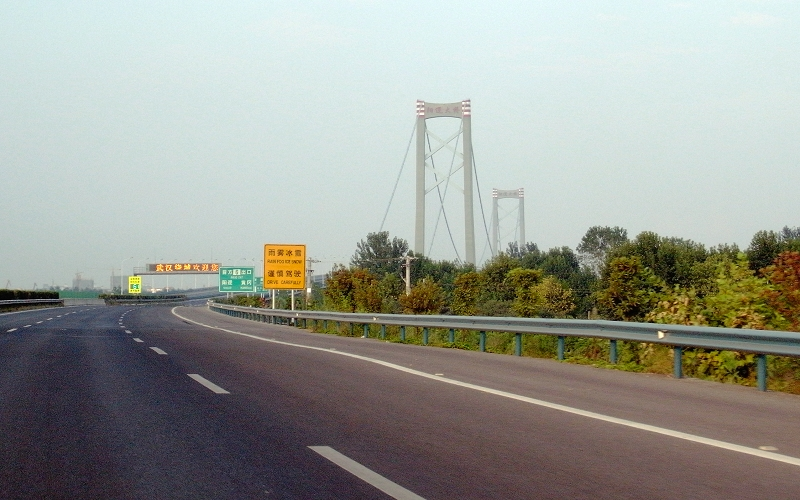

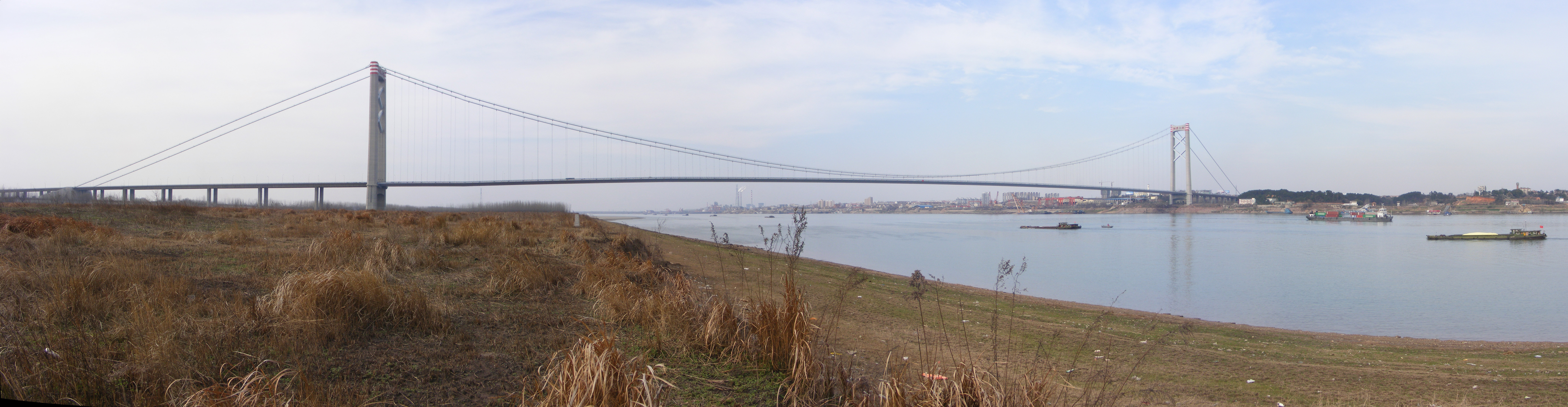
武汉阳逻长江大桥全景